# Paul de Maleingreau
 (juillet 2023).
Paul de Maleingreau de son vrai nom Paul Malengreau, né à Trélon en Thiérache française le 23 novembre 1887 et mort à Uccle le 9 janvier 1956, est un compositeur et organiste de nationalités belge et française, membre de la Libre Académie Picard.

## Biographie
En 1904, il entre au Conservatoire royal de Bruxelles où il étudie l'orgue chez Alphonse Desmet, l'harmonie chez Paul Gilson ainsi que le contrepoint et la fugue chez Edgar Tinel.
En 1929, Joseph Jongen, alors directeur du Conservatoire, lui demande de reprendre la classe d'orgue d'Alphonse Desmet. Parmi ses élèves, on peut citer Pierre Froidebise, Charles Koenig, Jean Van de Cauter, Robert Kohnen, Marcel Druart, Joseph Piché, Pierre Moreau, Paul Sprimont ou encore Herman Roelstraete.
Particulièrement intéressé par la musique ancienne, il fut le premier à jouer en concert l'intégrale de l'œuvre pour orgue de Jean-Sébastien Bach à Bruxelles entre 1921 et 1922.

## Compositions
Orgue
- Op. 2 Élévation (1912, Hérelle)
- Op. 3 no. 1 Post partum Virgo inviolata permansisti (Hérelle, Fortemps)
- Op. 3 no. 2 Ego sum panis vivus (Hérelle, Fortemps)
- Op. 10 Opus sacrum: In nativitate Domini (1920, Chester)
- Op. 14 Suite (1919, Durand)
- Op. 18 nos.1 & 2 Offrande musicale (1920, Chester)
- Op. 18 no. 3 Toccata (1920, Chester)
- Op. 19 Symphonie de Noël (1920, Chester)
- Op. 20 Symphonie de la Passion (1923, Senart)
- Op. 22 Opus sacrum II: In feriis Quadragesimae (1923, Senart)
- Op. 23 Triptyque pour la Noël (1923, Salabert)
- Op. 24 Symphonie de l’Agneau mystique (1926, Leduc)
- Op. 25 Préludes à l’introït pour orgue sans pédale (1924, Senart)
- Op. 26 no. 4 Noël parisienne
- Op. 27 Élévations liturgiques (1935, Herelle-Philippo)
- Op. 30 Messe du jour de Noël (1938, Philippo)
- Op. 31 Messe de pâques (Hérelle-Philippo)
- Op. 35 Méditation pour le temps pascal: Quoniam ipsius est mare (1939, Hérelle)
- Op. 60 Préludes de carême (1952, Oxford)
- Op. 65 Suite mariale (1939, Oxford)
- Op. 71 Suite: Four paraphrases on hymns to the Virgin (1937, Oxford)
- Op. 103 Diptyque de la Toussaint (1952, Fischer)

Piano
- Op. 7 Prélude-Chorale et fugue (1920, Chester)
- Op. 9 Suite pour piano (1920, Chester)
- Op. 12 Sonatine pour piano (1917, Lauweryns)
- Op. 17 Les angelus du printemps : suite pittoresque pour piano (1920, Chester)
- Suite enfantine (1934, Senart)

Orchestre de chambre
- Op. 15 Sonate pour violoncelle et piano (1919, Durand)